# AliOS
(antes YunOS y Aliyun  es una distribución de Linux desarrollada por Alibaba Cloud, una subsidiaria de Alibaba Group Corporation en China continental. Está diseñado para automóviles inteligentes y dispositivos de Internet de las cosas (IoT) y se ha adoptado como sistema operativo móvil.

## Historia
El 28 de julio de 2011, Alibaba Cloud confirmó la existencia de su sistema operativo móvil YunOS. Según los informes, después de tres años de investigación y desarrollo, el sistema adopta el sistema de archivos distribuidos y la máquina virtual de desarrollo propio de Alibaba Cloud, y es totalmente compatible con las aplicaciones del sistema Android. Con su YunOS, la empresa desafía el dominio chino de Android y espera expandirse a los mercados occidentales.  Se utilizó por primera vez en el K-Touch W700 en 2011.
Desde mayo de 2012, se han vendido 1 millón de teléfonos inteligentes con tecnología YunOS. Para fines de 2016, se estima que se convertirá en el segundo sistema operativo más grande de China por envíos con una participación de mercado del 14%. El 10 de diciembre de 2015, se lanzó la última versión pública de YunOS, YunOS 5 Atom, como una bifurcación de Android 6.0.
En octubre de 2017, Alibaba Group decidió actualizar su estrategia de sistema operativo y centrar sus inversiones en el nuevo de Internet de las cosas. Como parte de la medida, Alibaba cambió el nombre de su sistema operativo YunOS a AliOS, un sistema operativo que brinda soluciones de sistema operativo para dispositivos automotrices, industriales y de Internet de las cosas. Mientras tanto, Alibaba lanzó AliOS Things, la versión IoT de código abierto de AliOS.

## Descripción general
AliOS se basa en la idea de llevar las capacidades de la nube a los dispositivos inteligentes. AliOS incluirá correo electrónico basado en la nube, búsqueda web, actualizaciones meteorológicas y herramientas de navegación GPS, según la empresa. Además, el servicio AliOS sincronizará y almacenará datos de llamadas, SMS y fotos en la nube para acceder a otros dispositivos, incluidas las PC. Alibaba dice que ofrecerá a los clientes 100 GB de almacenamiento en el lanzamiento. AliOS permitirá a los usuarios acceder a aplicaciones desde la web en lugar de descargar aplicaciones a sus dispositivos. Al mismo tiempo, AliOS Things como un sistema operativo ligero integrado de IoT para el campo de IoT es adecuado para todo tipo de pequeños dispositivos de IoT y puede usarse ampliamente en hogares inteligentes, ciudades inteligentes, nuevos viajes y otros campos.

## Relaciones con Android
Según Google, AliOS es una bifurcación pero una versión incompatible de su sistema operativo Android de código abierto. Así que Google intentó evitar a Acer Inc. Lanzar un teléfono con AliOS sobre la base de que Acer, miembro de Open Handset Alliance, acordó no producir teléfonos que no sean compatibles con Android. Andy Rubin, quien estaba a cargo de la división de Android de Google en ese momento, dijo que si bien AliOS no es parte del ecosistema de Android, utiliza el tiempo de ejecución, el marco y varias herramientas de Android.

Alibaba cuestiona la afirmación de que AliOS es una versión de Android y afirma:
"Aliyun OS [ahora AliOS] integra su propia máquina virtual, que es diferente de la máquina virtual Dalvik de Android. El entorno operativo de AliOS se compone de su propia máquina virtual Java como núcleo del sistema operativo, que es diferente de la máquina virtual Dalvik de Android. En Además de su motor de aplicaciones en la nube, admite aplicaciones web HTML5. AliOS utiliza algunos marcos y herramientas de aplicaciones de Android (código abierto) como parches para permitir que los usuarios de AliOS disfruten de aplicaciones de terceros en nuestro ecosistema, además de las aplicaciones de AliOS basadas en la nube. "
A partir de septiembre de 2012, la tienda de aplicaciones AliOS todavía contenía algunas aplicaciones de Android pirateadas, incluidas muchas de Google.

## Cosas de AliOS
AliOS Things es la versión IoT de AliOS que se lanzó y fue de código abierto en 2017. Está diseñado para MCU de bajo consumo y recursos limitados y SoC conectados.
Hay dos versiones de AliOS Things, una basada en el kernel de Linux y la otra basada en el kernel RTOS de Alibaba, Rhino.

## Controversia
Para noviembre de 2015, de acuerdo con la política de la Autoridad Estatal de Prensa, Publicaciones, Radio, Cine y Televisión, docenas de aplicaciones de terceros instaladas por los usuarios en sus decodificadores YunOS se eliminaron automáticamente y se prohibió su reinstalación.